# フレンチプレス

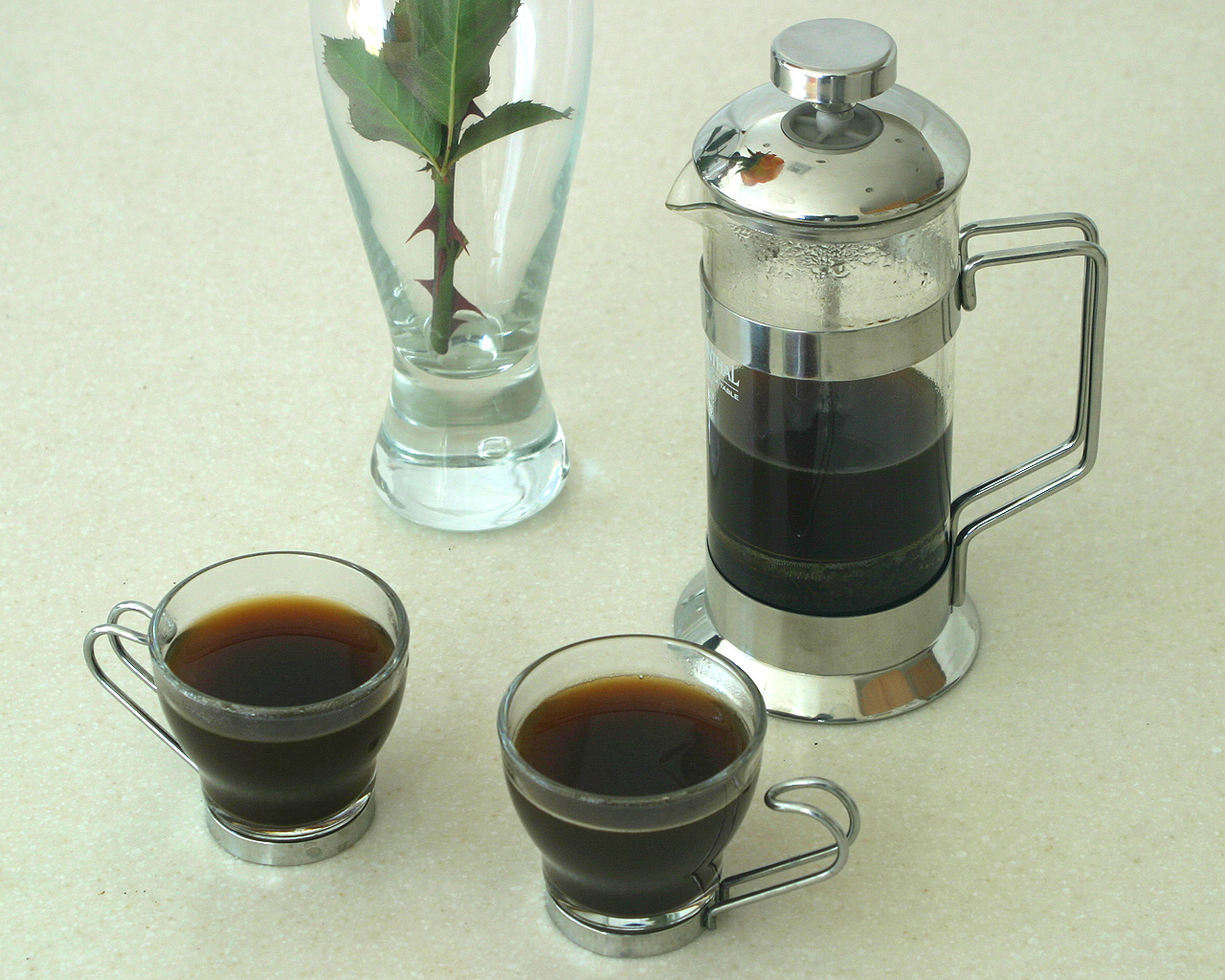
フレンチプレスのセットと コーヒー

フレンチプレス（英語: French press）とはコーヒー等の抽出器具である。1929年にイタリア人デザイナーのアッティリオ・カリマーニが特許を取得している。別名プレスポット、カフェプレス、コーヒープレス、コーヒープランジャー、カフェティエール（イギリス）、カフェティエール ア ピストンと呼ばれている。

## さまざまな名称
フレンチプレスは世界中で色々な名前で呼ばれている。イタリアでは「カフェッティエラ ア スタントゥッフォ (caffettiera a stantuffo)」として知られている。ニュージランド、オーストラリア及び南アフリカではこの器具は「コーヒープランジャー」として知られており、この器具で抽出した珈琲は「プランジャーコーヒー」と呼ばれている。フランス人は例えばメリオール (Melior) やボダム (Bodum) のような一般的な商標で呼ぶこともあるが、フランス語の名称は「カフェティエール ア ピストン (cafetière à piston)」である。イギリス及びオランダではこの器具は「カフェティエール (cafetière)」と呼ばれているが、これはフランス語でコーヒーメーカーやポットを指す言葉である。アメリカとカナダでは「フレンチプレス」または「コーヒープレス」と呼ばれている。

## 歴史とデザイン

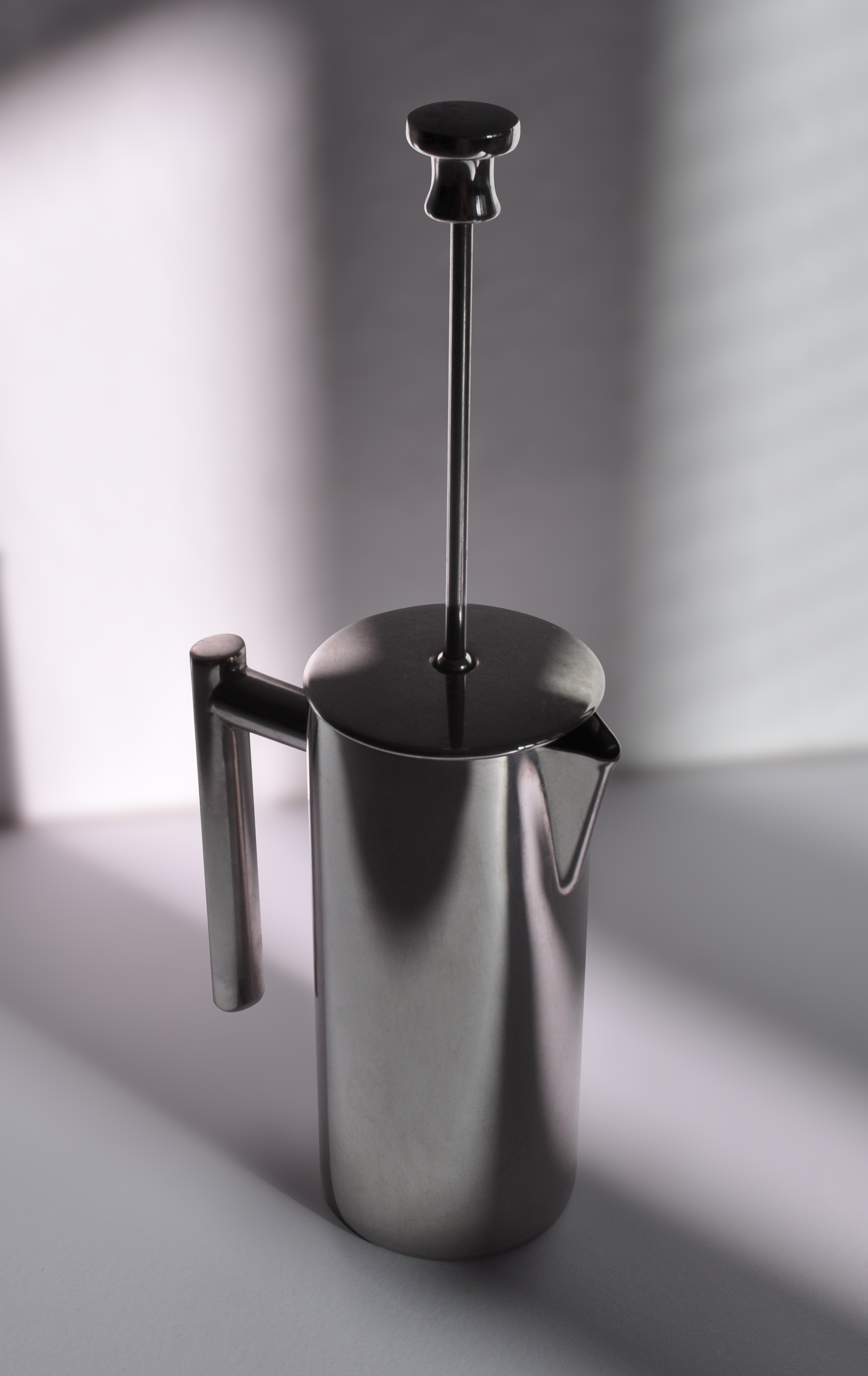
ステンレス製のフレンチプレス

フレンチプレスのデザインは変更が重ねられてきたが、最初のものはフランスで作られたと考えられる。現在の原型となった棒につけられた金属もしくは寒冷紗でできたふるいを熱湯を入れたポットの中に押し込むというものであった。このコーヒープレスは1929年にミラノのアッティリオ・カリマーニが特許を取得した。その後ファリエロ・ボンダニーニによりデザインの変更が加えられた。ボンダニーニは1958年にこの改良型の特許を取得し、フランスのマーティンSAというクラリネット工場で生産を始め、そこでこの器具は流行した。さらにイギリスのハウスホールド・アーティクルズ・リミテッドという会社、そして特にデンマークの食器と台所用品の会社であるボダムによりヨーロッパ中に普及した。
現在のフレンチプレスは、通常ガラス製もしくは透明プラスチック製の細い円筒状の容器に金属製もしくはプラスチック製のふたがついたものの中に、針金もしくはナイロンメッシュ製のフィルターがついたプランジャーがすき間なく取り付けてある。

## 使用方法
フレンチプレスでコーヒーを淹れる際には、コーヒーフィルターで行う時より粗いコーヒー粉が必要である。よく挽いた粉は水中に浸したときに粗い粉よりも透過性が低いため、プランジャーを下げる時により大きな力を要するためである。加えて、よく挽いたコーヒーは、プレスフィルターの周囲と粉により水がしみこみやすい。コーヒーは空容器にコーヒー粉を入れ、湯（93–96℃）を加えれば抽出できる。水450ミリリットルに好みで約28グラム前後のコーヒー粉を加える。湯を加えふたをし、抽出を行う。抽出時間は約2-4分で、容器の大きさにより異なる。コーヒー粉を分離するためプランジャーを押し下げ、抽出液を注ぎ出す。この時にコーヒー液を別の容器に移し替えるのが望ましい；抽出液が粉とともにフレンチプレス内に残っていると、コーヒーが渋く苦くなってしまうからである。ただし、これはフレンチプレスを利用する上での利点でもある。一般的にコーヒーの抽出時間は4分程度が最適とされている。約20分後にはコーヒーがまずくなると考える人もいる。水出しコーヒーなどの場合には、望ましい濃度まで抽出するまでに数時間浸出させる必要がある場合もある。

## バリエーション
フレンチプレスは他のコーヒーメーカーより持ち運びが簡単で、他の道具を必要としない。旅行用マグの形のものは、他の一般的なガラスより丈夫なプラスチックでできており、飲み口のあるふたがついている。様々な形のものが重い金属製のパーコレーターやドリップフィルターを持ち運ぶのを好まない旅行者向けに発売されている。コーヒーを保温するため、サーモス容器と似たステンレス製の断熱容器のものもある。「引く」形のものもある：コーヒー粉をメッシュかごの中に入れ抽出後にふたの中に引っ張り上げてコーヒー粉を分けるものである。それと似たような形で、容器上部の開閉部を閉めることで抽出液からコーヒー粉を完全に取り除くことができる製品もある。フレンチプレスは冷水で抽出するダッチ・コーヒーを作る際にも用いられることがある。

## 紅茶について
コーヒーと同様に、フレンチプレスは茶葉を抽出する際にボール型茶こしのかわりに用いることもできる。茶葉はプランジャーを押した後も液中に浸ったままになり、これによりフレンチプレス中に残った茶が苦くなりすぎる場合がある。これは茶の抽出液を直接カップに注ぐのではなく、ティーポットに移し替えることで防ぐことができる。